# ノア・エセング
ノア・エセング（Noa Essengue, 2006年12月18日 - ）は、フランスのオルレアン出身のプロバスケットボール選手。ポジションはパワーフォワード。ノア・エッセンゲとも表記される。

## 経歴
2021年にセンター・フェデラル・デ・バスケットボールでプロデビューした。
2023年7月21日、バスケットボール・ブンデスリーガ（BBL）のラティオファーム・ウルムと契約した。1年目の2023-24シーズンはリザーブチームのオレンジアカデミーで多くの時間を過ごした。
2025年6月26日、エセングはNBAドラフトの12番目でシカゴ・ブルズに指名された。サマーリーグでは河村勇輝らとプレイした。

## 代表歴
2024年のFIBA U18ヨーロッパ選手権にフランス代表で出場した。
2025年にはユーロバスケットの予選にてフランス代表のトップチームに初選出された。